# Сасналь, Вильгельм
Вильгельм Томаш Сасналь (пол. Wilhelm Tomasz Sasnal, 29 декабря 1972, Тарнув, Польша) — современный польский живописец.

## Образование
- 1999 Краковская академия искусств

## Биография
- 1972 родился в городе Тарнув, Польша
- 1995—2001 соучредитель и участник группы «Ładnie»
- 1999 Закончил Краковскую Академию изящных искусств (факультет живописи)
- 1999 первый приз «Bielska Jesień» биеннале живописи в Бельско-Бяла
- 2005 Chinati Foundation, Marfa, Техас
- 2006 победитель Van Gogh art Award, Амстердам
- Живёт в Кракове

## Творчество
- Вильгельм Сасналь — один из наиболее заметных художников из Восточной Европы за последние годы. Он берёт свои темы из повседневной жизни, используя образы из средств массовой информации, пропаганды и поп-культуры. Пояс террориста-смертника соседствует с изображением поп-звезды, агитационная фотография рабочего дана в стиле Уорхола, советская скульптура обрезана и закрашена как простая декорация.
- Предпочитая преимущественно чёрно-белую палитру, Вильгельм Сасналь использует живопись как процесс редукции. Информация теряется при переносе и заменяется образами-воспоминаниями о самой себе. Посредством живописи Сасналь исследует область, где личное и общественное сливаются в коллективной памяти.
- Живопись Сасналя часто сравнивают с работами Герхарда Рихтера и Люка Тюйманса. Как и они, Сасналь часто пишет по фотографиям. Его работы напоминают Рихтера использованием размытых образов и свободным переходом от фигуративной живописи к абстракции, а Тюйманса — ограниченной палитрой и манерой исполнения. Однако, если работы германского и бельгийского живописцев имеют узнаваемый стиль, живопись Сасналя эклектична по стилю и с трудом поддаётся формальной классификации.

## Персональные выставки
- 2008 «Years of Struggle», Galleria Civica di Arte Contemporanea, Trento
- 2007 «Years of Struggle», Zacheta — National Gallery of Art, Warsaw
- 2007 «untitled», SI Swiss Institute, New York City, NY
- 2007 «boredom», Johnen Galerie, Berlin
- 2007 «CaixaForum», Barcelona, Barcelona
- 2007 «Wilhem Sasnal», Anton Kern Gallery, New York City, NY
- 2006 «Wilhelm Sasnal», Douglas Hyde Gallery, Dublin
- 2006 «Wilhelm Sasnal», Sadie Coles HQ, London (England)
- 2006 «Wilhelm Sasnal», Frankfurter Kunstverein, Frankfurt/Main
- 2006 «Wzorzec kilograma», Foksal Gallery Foundation, Warsaw
- 2005 «Matrix 219», Berkeley Art Museum and Pacific Film Archive BAM/PFA, Berkeley, CA
- 2004 «The Band», Galerie Hauser & Wirth, Zurich
- 2004 «Description and image», Galerie Rüdiger Schöttle, Munich
- 2004 «Zawa Srod», Johnen & Schöttle, Cologne
- 2003 Wes tfälischer Kunstverein, Мюнстер
- 2003 Kunshalle Zürich, Цюрих
- 2002 Galerie Johnen & Schöttle, Кёльн
- 2002 Foksal Gallery Foundation, Варшава
- 2002 Parel, Амстердам
- 2001 Cars and Men Galeria Foksal, Варшава
- 2001 «Everyday Life in Poland between 1999 and 2000», Galeria Raster, Варшава
- 2000 Accident Bagat Showroom, Варшава
- 2000 «Board Game», Galeria Potocka, Краков
- 1999 «One Hundred Pieces», Galeria Zderzak, Краков
- 1999 Crowd Open Gallery, Krakow
- 1999 Painting CCA Ujazdowski Castle, Варшава
- 1998 A National Holiday Galeria Otwarta, Краков
- 1998 Private-Public Open Gallery, Краков

## Публичные коллекции
- MuHKA Museum voor Hedendaagse Kunst Antwerpen, Antwerp
- Sammlung Boros, Berlin
- Museum für Moderne Kunst (MMK), Frankfurt/Main
- MARTa Herford, Herford
- Gallery of Contemporary Art Bunkier Sztuki, Krakow
- The Saatchi Gallery, London
- Tate Britain, London